# Eric Temple Bell
Eric Temple Bell (1883. február 7.–1960. december 21.) skót matematikus, aki John Taine álnév alatt is publikált. Róla nevezték el a Bell-számokat.